# Minnislyst
Minnislyst er en gård oprettet i 1791 af Løvenborg, på den nedrevne Torpe Sonnerup. 
Torpen Sonnerup stammede tilbage fra begyndelsen af 1500 tallet, og bestod af 2 gårde den vestlige og den østlige, på hver side af en dam.

## Historie
I 1854 blev den nuværende hovedbygning opført. Minnislyst fungerede som enkesæde og avlsgård under Baroniet Løvenborg.
Gården ledes i begyndelsen af en Bestyr (Avlsmand), senere, fra 1821, bortforpagtes den.
Under lensafløsningen i 1919, effektueret 20. oktober 1921, blev en større del af Minnislysts arealer sammen med arealer i Vognserup og under hovedgården frastykket til de omkringliggende husmandssteder.
Minnislyst har siden fungeret som traditionelt og økologisk alsidigt landbrug.
Af de nuværende driftsbygninger stammer de ældste fra
- Del af svinestald fra ca. 1920
- En lade fra omkring 1930, etableret på fundament fra en ældre kostald
- Kostald fra 1940, i 2004 ombygget og indrettet med kontor og kursuslokaler
- Svinestald fra 1964, i 2006 indrettet som værksted og garager
- En lade fra 1985 samt yderligere en maskinlade fra 1992

## Ejer af Torpen Sonnerup
- Torbenfeldt (Fra begyndelsen af 1500-)
- Birkholm, det senere Løvenborg (1651-1791)

## Ejer af Minnislyst
- Baroniet Løvenborg (1791-1924)
- ? (1924 – ?)
- C. Bernhard Andersen (? – 1950)
- Karl Aabo (1950-1986)
- Jes Aabo (1986-)